# Principio di reciprocità (diritto)
Il principio di reciprocità, in diritto a livello internazionale, costituisce una figura di ritorsione e di dissuasione, e come tale venne assunto nella vigente codificazione italiana del 1942.
Oggi esso viene valutato come un principio di giustizia commutativa a livello internazionale, non disgiunto dal principio di premialità, quale stimolo e invito ad altri ordinamenti a modificare la loro legislazione in senso più liberale. La reciprocità, ancora oggi, può ispirare in ordinamenti stranieri, specie in quelli democratici, comportamenti virtuosi, mediante stimolo all'abrogazione di norme discriminatorie nei confronti dello straniero.

## In Italia
La norma che enuncia il principio di reciprocità nell'ordinamento giuridico italiano è riportata nell'articolo 16 delle disposizioni preliminari al codice civile italiano, denominate anche disposizioni sulla legge in generale e comunemente note come preleggi.
L'articolo 16 (Trattamento dello straniero) recita letteralmente: 
2. Questa disposizione vale anche per le persone giuridiche straniere.»
I diritti civili cui si riferisce l'articolo 16 preleggi sono i diritti e le libertà relativi ai normali rapporti di diritto privato nel campo della proprietà, delle successioni, del possesso, delle obbligazioni e dell'economia.
Tale norma condiziona la capacità giuridica dello straniero in Italia: essa infatti sottopone alla condizione della verifica positiva di pari trattamento del cittadino italiano, nello Stato estero di cui lo straniero sia cittadino, la possibilità per tale straniero di esercitare in Italia i diritti civili, e cioè a titolo meramente esemplificativo esser soggetto di diritti, agire in giudizio, contrarre obbligazioni, concludere negozi giuridici, e quindi tra l'altro anche acquistare un immobile in territorio italiano.
La norma, pur essendo collocata in ambito privatistico, ha finalità manifestamente pubblicistiche, anche se in relazione ad attività essenzialmente privatistiche quali quelle consistenti nell'esercizio dell'autonomia negoziale da parte dello straniero. Gli obiettivi della norma sono comunque di carattere pubblico, e si rinvengono chiaramente nella funzione della tutela, da parte dello Stato, dei propri cittadini all'estero.
Pertanto, affinché si possa concretamente verificare la reciprocità, è indispensabile l'esame della concreta applicazione di una normativa o della prassi dello Stato estero, per poter comprendere quale livello di discriminazione, ammesso che discriminazione vi sia, venga praticato dallo Stato estero nei confronti del cittadino italiano.

### Tipologia
La dottrina distingue tradizionalmente, a seconda dell'ambito di applicazione, in:
1. reciprocità diplomatica;
2. reciprocità legislativa;
3. reciprocità di fatto.

- La reciprocità diplomatica, detta anche convenzionale, deriva da trattati o convenzioni internazionali che regolino i rapporti tra i Paesi contraenti e attribuiscano dei diritti ai rispettivi cittadini; tali trattati o convenzioni possono a loro volta prevedere una condizione di reciprocità per l'attribuzione di taluni diritti, ma se, come avviene nella maggior parte dei casi, non sia prevista alcuna condizione di reciprocità in essi, il trattato si applicherà direttamente, senza più implicare alcun controllo e verifica della reciprocità.
- La reciprocità legislativa viene verificata mediante un confronto tra le legislazioni di due o più Stati, onde rilevare la non discriminazione dei cittadini del proprio Stato nell'altro Stato, rispetto al godimento dei diritti attribuiti da quest'ultimo ai suoi cittadini.
- La reciprocità di fatto implica non solo un confronto teorico tra le diverse legislazioni agli stessi fini di quanto ora detto, ma anche e soprattutto della prassi, mediante l'esame della concreta circostanza che non sussista effettiva discriminazione nei confronti dei cittadini del proprio Stato nell'altro Stato, nell'applicazione delle norme e delle prassi di quest'ultimo.

### Applicazione
Il confronto, necessario spesso per l'applicazione, può atteggiarsi in due modi:
a) verifica punto per punto: gli istituti e le materie, nonché la regolamentazione degli stessi, devono corrispondere in pieno, e non risulterà verificata la condizione di reciprocità per quegli aspetti che divergano dalla corrispondenza piena;
b) verifica generica: è richiesto, perché possa dirsi verificata la condizione di reciprocità, una sufficiente somiglianza tra le discipline degli Stati posti a confronto.

La verifica di fatto e punto per punto è il criterio per lo più utilizzato dal Ministero degli affari esteri, cui l'articolo 49 del D.P.R. 5 gennaio 1967 n. 200 (legge consolare) attribuisce la facoltà di rilascio di “attestazioni concernenti leggi e consuetudini” nello Stato estero, e cui l'articolo 1 comma 1 del D.P.R. 31 agosto 1999 n. 394 attribuisce il compito di comunicare, a richiesta: 
La norma di cui all'articolo 16 delle preleggi è da ritenersi tuttora vigente, anche perché mai espressamente abrogata da alcuna disposizione sopravvenuta.

Il suo campo di applicazione, però, si è andato via via restringendo, a seguito di norme successive che ne hanno delimitato l'operatività a casi sempre più marginali: è il caso della Costituzione della Repubblica Italiana, della legge 31 maggio 1995 n. 218 di riforma del diritto internazionale privato italiano, dei provvedimenti sull'immigrazione e sulla condizione dello straniero di cui dapprima alla legge 6 marzo 1998 n. 40, indi al d,lgs 25 luglio 1998 n. 296, con le importanti modifiche di cui alla legge 30 luglio 2002 n. 189 (cosiddetta legge Bossi-Fini) e del succitato D.P.R. n. 394/1999, modificato e integrato dal regolamento di attuazione di cui al D.P.R. 14 settembre 2011 n. 179.
Sulla sua vigenza e compatibilità con la Costituzione della Repubblica Italiana non ebbe comunque dubbi neanche la Corte costituzionale (sentenza n. 11 del 21 marzo 1968).
Tra i trattati sottoscritti dall'Italia, i quali hanno avuto per effetto di escludere l'operatività del principio di reciprocità nelle fattispecie ivi previste, vanno annoverati i trattati CEE/CE/UE, il trattato Spazio economico europeo (SEE), la Convenzione di New York del 28 settembre 1954 (per gli apolidi) e la Convenzione di Ginevra del 28 luglio 1951 (per i rifugiati), nonché la maggior parte dei trattati e degli accordi di commercio internazionali.
Sono esclusi dal campo di applicazione dell'articolo 16 prel. i cosiddetti diritti politici (diritto di elettorato attivo e passivo, diritto di accesso ai pubblici uffici, diritto di accesso alle cariche elettive, diritto di associazione a fini politici), conferiti dalla legge solo ai cittadini dello Stato, salve poche eccezioni concernenti (in genere) il settore amministrativo o politico locale.
Si osserva che la formula “diritti civili” è generalmente convertita in “capacità giuridica di diritto privato”, in tal modo riferendola all'idoneità a essere titolari di diritti e di doveri, di libertà e di facoltà, che rientrano nella sfera dei rapporti privati, sottolineando l'estraneità, alla norma di cui all'articolo 16 preleggi, dei diritti politici.

Lo straniero di cui parla la norma è, con tutta evidenza, colui che non possiede la cittadinanza italiana, se persona fisica, o la nazionalità italiana, se persona giuridica.

Tuttavia, l'adesione ad accordi internazionali ha sottratto alla definizione di straniero gran parte dei continentali europei, mentre accordi e leggi interne hanno sottratto all'operatività della condizione di reciprocità, pur permanendo la qualifica di straniero, un'altra grande parte di soggetti.

### Presupposti
In effetti, l'applicazione della norma è oggi molto limitata dai seguenti fattori:
1) l'appartenenza alla Unione europea della maggior parte degli Europei ne impedisce di diritto l'applicazione nei confronti dei cittadini dell'Unione stessa: articolo 52 del trattato di Roma istitutivo della CEE, oggi articoli 49 e seguenti del trattato di Lisbona (testo consolidato); articoli 2, 3 e 6 del trattato di Maastricht (nel testo consolidato di Lisbona), ove tra l'altro – articolo 9 – si enuncia per la prima volta la comune “Cittadinanza dell'Unione europea”, conferita ai cittadini dei paesi membri della UE in aggiunta alla loro cittadinanza nazionale (quindi, ogni cittadino di uno Stato dell'Unione è oggi concittadino di ogni cittadino di altro Stato dell'Unione);
2) l'accordo sullo Spazio economico europeo (SEE), vigente tra l'Unione europea e tre dei quattro Stati dell'Associazione europea di libero scambio (AELS), precisamente Norvegia, Islanda e Liechtenstein (esclusa quindi la Svizzera), parifica in pratica i cittadini di questi tre Stati EFTA aderenti allo SEE ai cittadini dell'Unione europea, escludendo quindi tra l'altro la necessità che sia verificata o meno la reciprocità per l'ammissione dei cittadini di questi Paesi al godimento dei diritti civili in Italia;
3) la verifica della condizione di reciprocità non si applica neanche ai cittadini stranieri cittadini di Paesi non UE e non SEE, purché siano regolarmente soggiornanti in Italia, titolari di carta di soggiorno, ovvero titolari di permesso di soggiorno per motivi di lavoro subordinato o autonomo o per l'esercizio di un'impresa, nonché ai relativi familiari in regola con le norme per il soggiorno, secondo la normativa sull'immigrazione sopra citata;
4) la verifica non si applica neanche, in base al decreto legislativo 6 febbraio 2007 n. 30, ai familiari (cittadini non UE) di cittadini UE] (e anche di cittadini SEE, di cittadini della Repubblica di San Marino e di cittadini della Svizzera), che soggiornino in Italia alle condizioni previste da tale decreto;
5) la verifica non si applica né agli apolidi (articolo 7 della Convenzione di New York del 28 settembre 1954, resa esecutiva in Italia con legge 1º febbraio 1962 n. 306), anche perché non essendo costoro cittadini di alcuno Stato non potrebbe esserci alcuna comparazione, né si applica ai soggetti aventi la qualifica di rifugiato (articolo 7 paragrafo 2 della Convenzione di Ginevra del 28 luglio 1951 relativa allo statuto dei rifugiati, ratificata e resa esecutiva in Italia con legge 24 luglio 1954 n. 722), sempreché tali soggetti risultino regolarmente residenti in territorio italiano da almeno tre anni;
6) secondo alcuni autori essa non si applicherebbe neanche agli “italiani non appartenenti alla Repubblica” di cui all'articolo 51 comma 2 della Costituzione della Repubblica Italiana;
7) essa inoltre non si applica neanche ai cittadini svizzeri che fissino la loro residenza principale in Italia in base agli Accordi bilaterali tra Svizzera e Unione europea, e specificamente all'Accordo bilaterale sulla libera circolazione delle persone (ALC) firmato il 21 giugno 1999 a Lussemburgo tra la Comunità europea e la Svizzera, reso esecutivo in Italia con legge 15 novembre 2000 n. 364.
Ricadono dunque nella previsione dell'articolo 16 preleggi tutti gli altri stranieri, non cittadini di Paesi dell'Unione europea, non cittadini di Paesi aderenti allo SEE, non familiari dei precedenti, non apolidi, non rifugiati, o non regolarmente soggiornanti in Italia secondo quanto previsto dalle leggi sull'immigrazione e relativi regolamenti, come sopra, o ivi soggiornanti con motivazioni diverse da quelle previste dalle predette leggi per l'esclusione della verifica della condizione di reciprocità.
I cittadini svizzeri, in base all'Accordo di cui sopra, e contrariamente ai cittadini degli altri Paesi non UE e non SEE, godono di un immediato ed effettivo diritto soggettivo al soggiorno nei Paesi UE/SEE; ma, finché essi non fissino la propria residenza principale in Italia, anche a prescindere dalle motivazioni prescritte dalle leggi italiane sull'immigrazione che si applicano agli altri cittadini stranieri, devono sottostare alla verifica della reciprocità per l'ammissione al godimento dei diritti civili in [Italia.
La verifica negativa della reciprocità ha come conseguenza, per lo straniero, un vero e proprio deficit di capacità giuridica.
Si ritiene preferibile atteggiare il deficit di capacità derivante allo straniero dalla verifica negativa della condizione di reciprocità come incapacità giuridica speciale, la quale provoca l'inidoneità, per il soggetto incapace, a esser parte di una specifica situazione giuridica soggettiva; alcuni esempi di incapacità giuridica speciale possono essere rinvenuti, nell'ordinamento italiano, nell'inidoneità all'adozione o a contrarre matrimonio da parte di alcuni soggetti dell'ordinamento, altrimenti dotati di capacità giuridica. L'incapacità giuridica speciale non intacca comunque la capacità giuridica generale che si acquista al momento della nascita (articolo 1 codice civile) e si estingue con la morte della persona, permanendo durante tutta la vita della persona.
La conseguenza di questa incapacità giuridica speciale, secondo una parte della dottrina, sarebbe la nullità del negozio giuridico che eventualmente lo straniero avesse comunque stipulato, con le conseguenze della rilevabilità d'ufficio, dell'imprescrittibilità dell'azione di nullità, dell'insanabilità del vizio; ferma restando però, nel caso di acquisti immobiliari, la previsione di cui all'articolo 2652 comma 6 del codice civile.

Si è affermata in tempi più recenti la teoria secondo la quale il negozio giuridico, comunque stipulato dallo straniero nonostante l'assenza di condizione di reciprocità, non sia affetto da nullità, né assoluta né relativa, ma solo da inefficacia, figura ritenuta più aderente e più idonea per la qualificazione di una simile fattispecie con connotazioni di internazionalità.